# Беран Крш
Беран Крш је некадашњи археолошки локалитет а сада популарно излетиште локалног становништва. Овде су пронађени налази насеља из каменог доба.

## Локација
Беран Крш се налази на падинама брежуљка у Беран Селу. Од Берана је удаљен око 2 километра у правцу југоистока. 

## Историјат истраживања локалитета
Археолошка истраживања на овом локалитету вршена су 1961. године и 1975. године. Најзначајнији налаз је кућа неолитског типа (са пепелиштем), и у њој делови оруђа и покућства. Кућа и припадајући предмети се процењују да припадају периоду средине 4. миленијума, односно око 3600. године. Уз то је пронађен и жртвеник направљен од печене глине који је доказ о присутном неолитском идолопоклонству. Локалитет се везује за винчанску културу.

## Презентација
На основу остатака материјалне културе, предмета пронађених систематским археолошким истраживањима на локалитетима: Кременштица, која се налази у атару села Петњик, Беран-крша, који се налази на падинама брежуљка у Беранселу, Градац, који је узвишење у селу Будимља, и Минина пећина у атару села Доња Ржаница, може се закључити да се живот у периоду неолита одвијао у дужем временском раздобљу на овом простору. Докази за овакву тврдњу су културни слојеви на локалитету Беран-крш.
Нађени налази са овог локалитета су похрањени у Полимски музеј у Беранама. Налази су изложени у витринама археолошког одела музеја. Реч је о кременом оруђу, врховима секира, ножићима и кремена језгра. Процењује се да су настали у млађем каменом добу (4.500−3.000 године п.н.е.) Ови налази се везују за Винчанску културу.